# Lillesjön (Burseryds socken, Småland)
Lillesjön är en sjö i Gislaveds kommun i Småland och ingår i Nissans huvudavrinningsområde.